# Olympos (Licia)

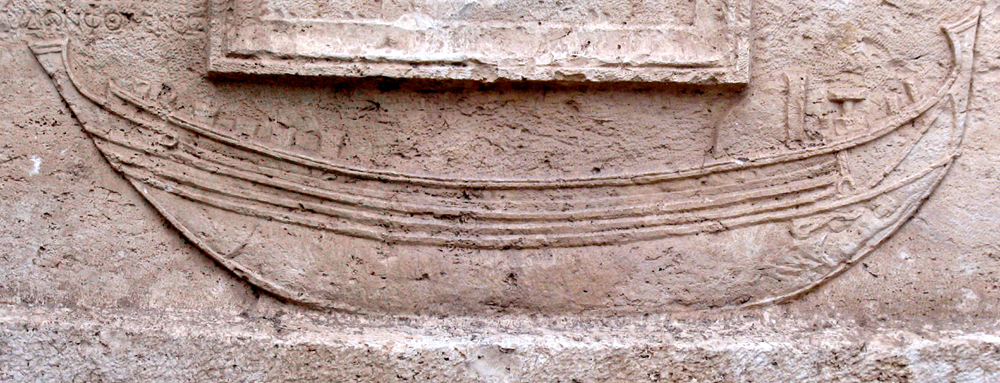
Bassorilievo sul sarcofago del capitano Eudemos

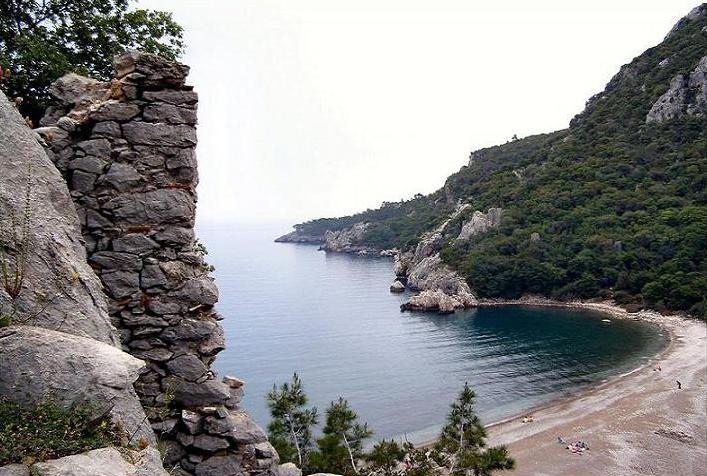
La spiaggia di Olympos

Olympos (in greco antico:  Ὄλυμπος?), è un'antica città situata in una vallata delle coste sud della Turchia, a 90 km a sud ovest della città di Antalya nei pressi del villaggio di Çıralı. Fu una città confederata della Licia.

## Storia
La città venne fondata in periodo ellenico, nei pressi dell'omonimo monte, attualmente chiamato Tahtalı Dağı, una delle venti montagne nel mondo con questo nome.
Da quelle montagne, racconta la mitologia greca, il dio Poseidone scrutava le gesta di Ulisse quando, lasciata Calipso, travolto da una tempesta, fece naufragio sull'isola di Nausicaa.
Le monete della città di Olympos risalgono al II secolo a.C. La città è citata da Cicerone come una vecchia città piena di ricchezze e di opere d'arte. Durante il periodo della Lega Licia fu una delle sei principali città. Nel I secolo a.C. fu occupata da pirati della Cilicia. Questa occupazione terminò nel 78 a.C. quando il console romano Publio Servilio Vatia Isaurico, accompagnato al giovane Giulio Cesare, conquistò la città dopo aver sconfitto i pirati in mare e annesse la città di Olympos all'Impero. Il pirata Zenicete venne ucciso e la sua abitazione bruciata. Fu visitata dall'imperatore Adriano dopo di che la città prese il nome di Adrianopoli.
La città era dedicata al dio Efesto, dio del fuoco e dei fabbri. Nei pressi di Olympos infatti ardeva una fiamma eterna chiamata Chimera, su un'altura duecento metri sopra il mare, che era visibile in tutta la regione circostante. Questo fenomeno era provocato a emissione di gas metano che filtra tra le rocce della collina. Chimera era un animale mitologico con la testa di leone, il corpo di caprone e la coda di serpente.
Nel medio evo, le repubbliche marinare di Venezia, Genova e Rodi costruirono due fortezze sulla costa, ma nel XV secolo la città era già disabitata. Oggi il sito attrae turisti, non solo per le rovine della città che si possono ancora ammirare, ma per il bel panorama ricco di una lussureggiante vegetazione mediterranea.

## Attività
Il sito è attualmente al centro del parco omonimo. Nei dintorni è possibile praticare trekking, canyoning, scalate e praticare sport di mare.